# Салон де Прованс
Салон де Прованс (фр. Salon-de-Provence) град је у Француској, у департману Ушће Роне.
По подацима из 1999. године број становника у месту је био 37.129.

## Географија

### Клима
| Клима (Салон де Прованс)   | Клима (Салон де Прованс) | Клима (Салон де Прованс) | Клима (Салон де Прованс) | Клима (Салон де Прованс) | Клима (Салон де Прованс) | Клима (Салон де Прованс) | Клима (Салон де Прованс) | Клима (Салон де Прованс) | Клима (Салон де Прованс) | Клима (Салон де Прованс) | Клима (Салон де Прованс) | Клима (Салон де Прованс) | Клима (Салон де Прованс) |
| Показатељ \ Месец          | .Јан.                    | .Феб.                    | .Мар.                    | .Апр.                    | .Мај.                    | .Јун.                    | .Јул.                    | .Авг.                    | .Сеп.                    | .Окт.                    | .Нов.                    | .Дец.                    | .Год.                    |
| -------------------------- | ------------------------ | ------------------------ | ------------------------ | ------------------------ | ------------------------ | ------------------------ | ------------------------ | ------------------------ | ------------------------ | ------------------------ | ------------------------ | ------------------------ | ------------------------ |
| Средњи максимум, °C (°F)   | 11 (52)                  | 12,4 (54,3)              | 15,7 (60,3)              | 18,4 (65,1)              | 22,8 (73)                | 26,9 (80,4)              | 30,2 (86,4)              | 29 (84)                  | 25,3 (77,5)              | 20,6 (69,1)              | 14,6 (58,3)              | 11,4 (52,5)              | 20 (68)                  |
| Средњи минимум, °C (°F)    | 1,1 (34)                 | 1,6 (34,9)               | 4,1 (39,4)               | 6,8 (44,2)               | 10,6 (51,1)              | 14,3 (57,7)              | 16,4 (61,5)              | 16,8 (62,2)              | 13,5 (56,3)              | 10,2 (50,4)              | 5,3 (41,5)               | 2,2 (36)                 | 8,7 (47,7)               |
| Количина падавина, mm (in) | 51 (20,1)                | 35 (13,8)                | 36 (14,2)                | 57 (22,4)                | 49 (19,3)                | 26 (10,2)                | 11 (4,3)                 | 33 (13)                  | 78 (30,7)                | 85 (33,5)                | 66 (26)                  | 51 (20,1)                | 580 (228,3)              |
| [ тражи се извор ]         |                          |                          |                          |                          |                          |                          |                          |                          |                          |                          |                          |                          |                          |

## Демографија
| 1962.  | 1968.  | 1975.  | 1982.  | 1990.  | 1999.  | 2011.  |
| ------ | ------ | ------ | ------ | ------ | ------ | ------ |
| 21.393 | 30.722 | 34.576 | 34.846 | 34.064 | 37.129 | 42.812 |

## Градови побратими
- Аранда де Дуеро
- Вертхајм
- Хантингдон
- Губио
- Сентандреја